# قسامي السفلي (المخادر)

تعديل مصدري - تعديل

قسامي السفلي محلة تابعة لقرية الحوش، التابعة لعزلة جبل عقد بمديرية المخادر إحدى مديريات محافظة إب في الجمهورية اليمنية، بلغ تعداد سكانها 117 حسب تعداد اليمن لعام 2004.